# Rotonda (cruïlla)
|  | Aquest article tracta sobre la intersecció viària. Vegeu-ne altres significats a «Rodona». |

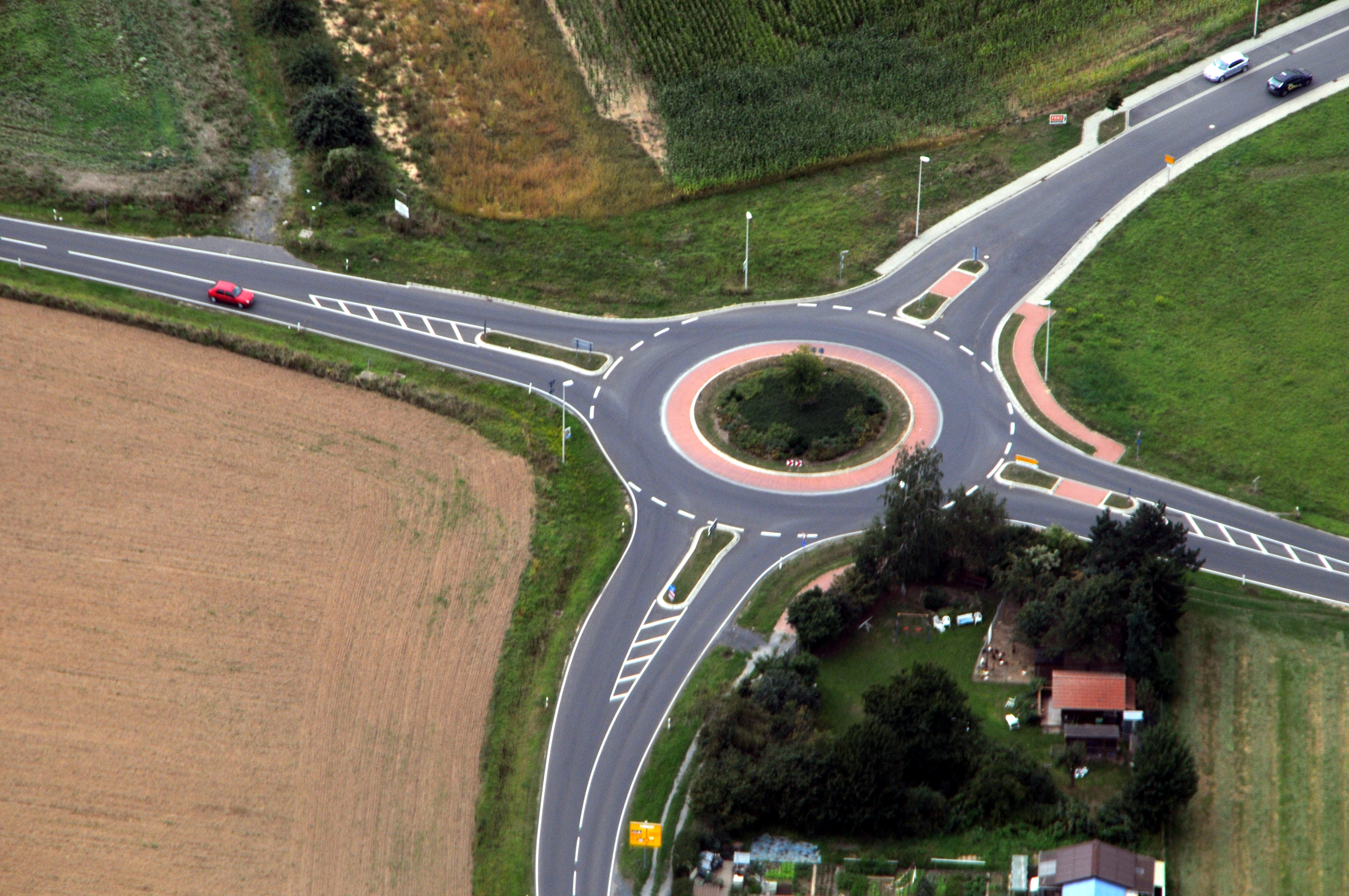
Vista aèria d'una rotonda.

Una rotonda, també anomenada intersecció giratòria, giratori o redona (en valencià), és una intersecció viària dissenyada per a facilitar els encreuaments de vies i reduir el perill d'accidents. S'entén per "rotonda" un tipus especial d'intersecció caracteritzat pel fet que els trams que hi conflueixen comuniquen per mitjà d'un anell en el qual s'estableix una circulació rotatòria entorn d'un illot central. No són rotondes pròpiament dites les denominades rotondes partides en què dos trams, generalment oposats, es connecten directament mitjançant l'illot central, de manera que el trànsit passa d'un a un altre i no l'envolta.
La rotonda obliga a controlar la velocitat dels vehicles que la travessen, ja que el radi d'aquesta els obliga a no superar una certa velocitat (per a no bolcar), i en alguns casos ofereix prou fluïditat puix que permet d'evitar la necessitat de semàfors.
En vies de dos o més vials, el sistema presenta complicacions perquè s'hi encreuen vehicles que s'incorporen o abandonen la rotonda a causa de la falta de perícia d'alguns conductors, especialment quan no s'empren els intermitents. Per a evitar aquests problemes i augmentar la capacitat de la rotonda, als Països Baixos s'ha desenvolupat la turborotonda.
En vies amb trànsit dens o en cas de moltes rotondes concatenades, provoca cansament en la conducció, ja que l'entrada i la sortida de la rotonda, juntament amb el canvi i vigilància de la velocitat crea un estrès addicional en el conductor. Al febrer del 2013 hi havia 1.234 rotondes censades a Catalunya.

## Història

Rètol "R-402" utilitzat per a indicar "intersecció de sentit-giratori obligatori".

Com conduir en una rotonda amb més carrils?.

Esquema d'una turborotonda.

Ja existien nombroses cruïlles circulars abans de l'arribada de les rotondes, incloent-hi la plaça de l'Etoile a l'Arc de Triomf de París, Columbus Circle de Nova York, i diverses places a Washington, DC.
Nogensmenys, el funcionament i les característiques d'entrada d'aquests cercles diferien considerablement de les rotondes modernes.
La primera rotonda es va construir a Letchworth el 1909 - originalment destinada a ser una illa de trànsit per als vianants.
No obstant això, l'ús generalitzat de rotondes començà en la dècada del 1960 quan Blackmore Frank va inventar la mini rotonda per poder superar les seves limitacions de capacitat i seguretat.

## Seguretat
La rotonda consisteix en una plaça, amb una via circular al voltant, en la qual s'hi enllacen diverses vies. A una rotonda s'hi apliquen dues simples regles:
1. El sentit de gir per la rotonda o via circular en països on condueixen pel costat dret és a l'esquerra o antihorari.[13]
2. Tenen la prioritat els vehicles que ja estan circulant dins de la rotonda, (prioritat a l'esquerra si la norma obliga a circular per la dreta i viceversa), al contrari que a les cruïlles normals.

| Rotonda                                       | Rotonda en sentit antihorari                   | Diagrama dels punts on es poden produir accidents                                                                    |
| Rètol que indica la proximitat d'una rotonda. | Rètol que indica rotonda en sentit antihorari. | Diagrama mostrant els punts on podrien succeir accidents o xocs en una rotonda (esquerra) i una intersecció (dreta). |

## Rotondisme
Es coneix com a rotondisme el fet i l'acció de posar escultures d'art contemporani o monumentals a les principals rotondes d'entrada als municipis. El terme va ser emprat per primera vegada pel crític d'art Fernando Castro, de manera despectiva, al·legant que es tracta d'obres cares, lletges i seleccionades sense criteri, en què l'intervencionisme local impera sobre el criteri artístic. Fins i tot al desaparegut espai ZERO1 d'Olot es va organtizar el 2007 l'exposició Rontondismes, comissariada per David Santaeulària.
El fenomen fins i tot va saltar a l'esfera política nacional quan el llavors conseller de Política Territorial, Joaquim Nadal, en el seu llibre d'estil de les carreteres catalanes de 2009 va publicar cladria considerar com a elements especials els motius escultòrics o la inclusió d'un disseny singular en l'espai de les rotondes, En aquests casos caldria un projecte previ que resolgui la proposta de solució formal, que haurà de ser validat necessàriament per una comissió competent d'experts nomenada expressament pel departament de Política territorial i Obres Públiques, comissió que no es va arribar a formar mai.